# Neißeturm und Neißetor

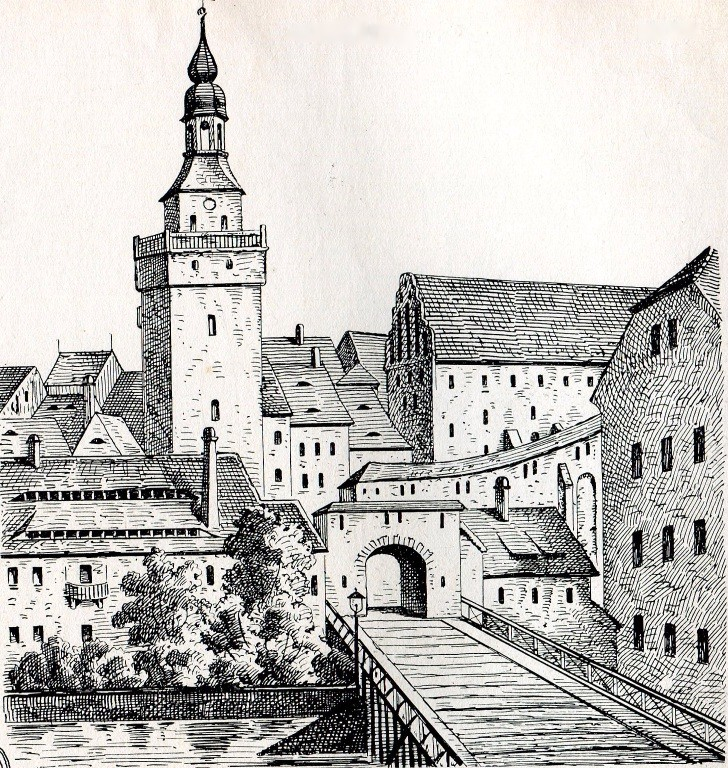
Zeichnung des Neißeturms und -tors, Blick von der Neiße

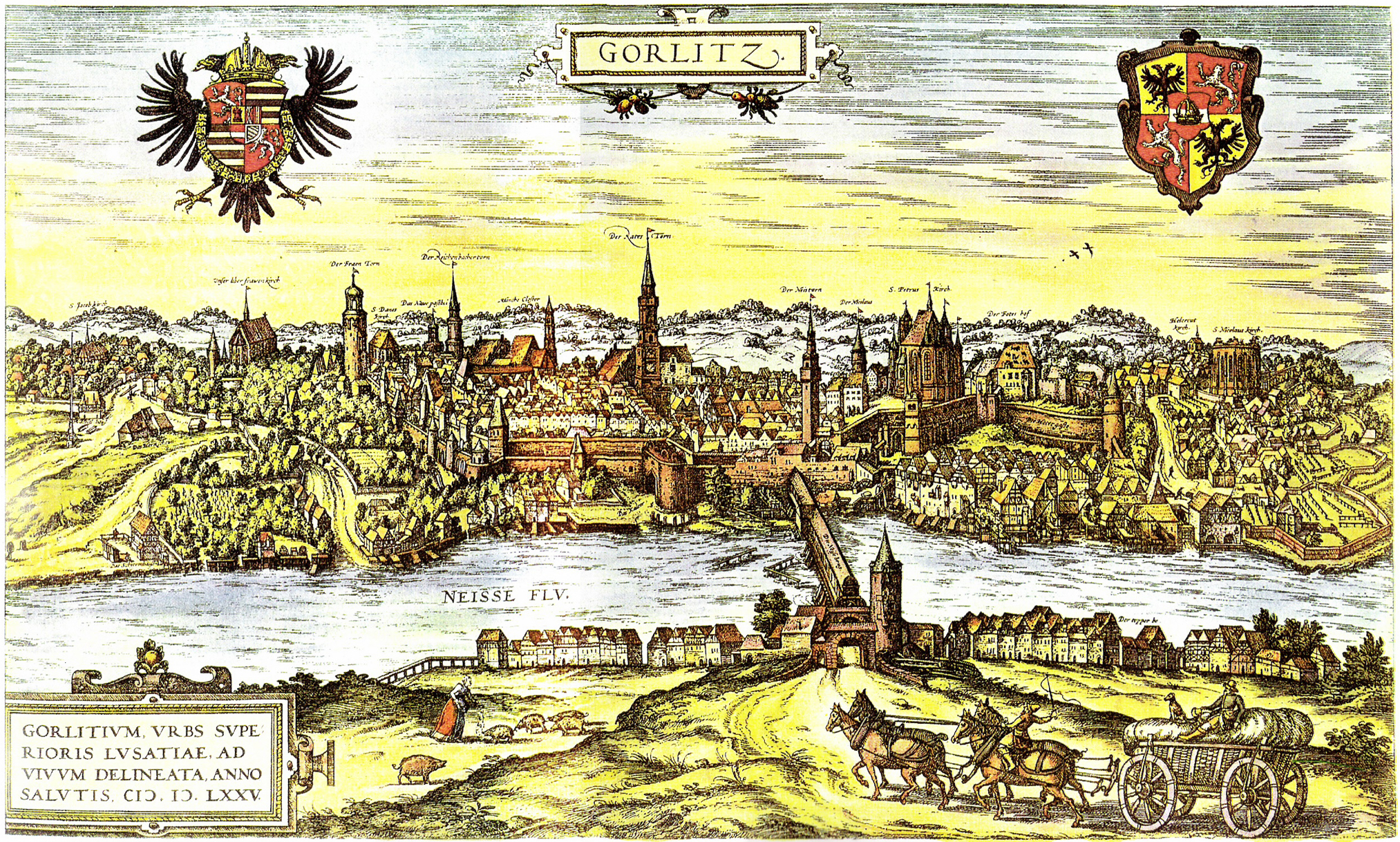
Görlitz um 1575. Der Neißeturm befindet sich hinter der Brücke rechts (siehe auch Beschriftung über den Türmen)

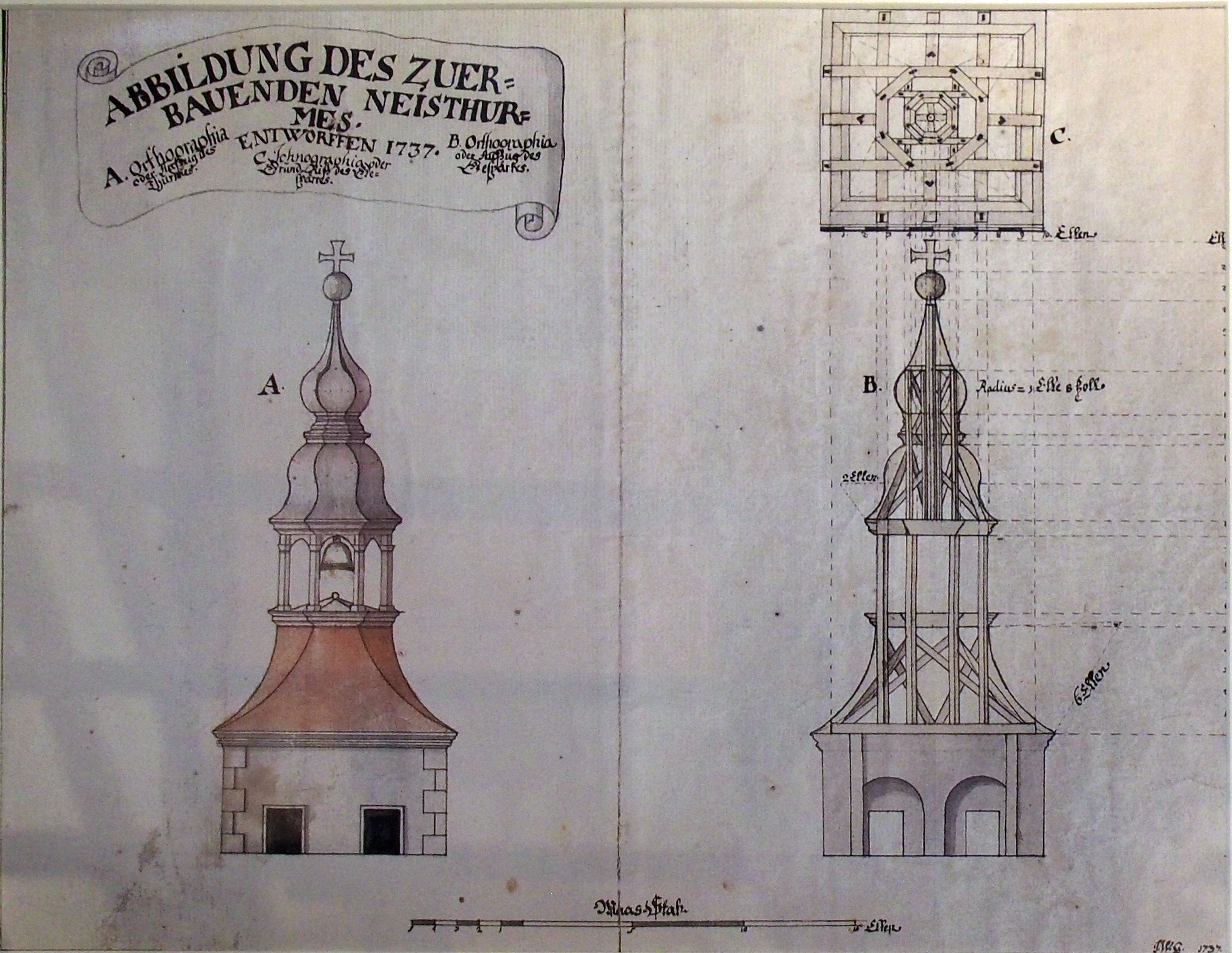
Entwurf Neißeturm 1737

Neißeturm und Neißetor gehörten zur Stadtbefestigung von Görlitz und waren die östlichste Zufahrt in die Stadt. Eine Besonderheit war der Neißeturm unter den Görlitzer Stadttürmen, da er nicht rund, sondern viereckig war. Vor dem Tor führte eine Brücke über die Neiße hin zum Töpferberg und der späteren östlichen Vorstadt bzw. weiter in Richtung Seidenberg, Lauban oder Bunzlau. Der östliche Brückenkopf war ebenfalls durch eine Bastei gesichert.

## Geschichte
Die beiden Wehrbauten gehen zweifelsohne schon auf die Gründung der Stadt zurück, erwähnt wurden sie jedoch erstmals 1315.
Bei dem Brand am 12. Juni 1525 wurde der Turm komplett zerstört. 1539 wurde er in einer zierlicheren und kunstvolleren Art wieder aufgebaut (siehe Stadtansicht um 1575). Der Turm hatte nun einen äußeren Umlauf. Hinter dem Rundgang wurde eine Mauer errichtet die auf jeder der vier Seiten von einem Giebel gekrönt wurde, darüber erhob sich dann die schlanke Spitze. Diese wurde von drei umlaufenden Verzierungen unterbrochen.
Am 30. April 1726 brannte der Turm komplett aus. Der 1737 unter dem Zimmermeister Georg Hamann, Maurermeister Samuel Suckert, Kupferschmied Andreas Heinecke und Goldschmied Müller begonnene Neubau war in einem einfachen barocken Stil gehalten. Der Neubau kostete 1350 Taler. Da der Turm den ansteigenden Verkehr stark behinderte, wurde er 1836 abgerissen. Das Stadtbild erfuhr hierdurch eine starke Schädigung.
Der Turm lehnte sich südlich an das innere Neißetor. Das äußere Tor stand direkt an der Neiße, so dass die Neiße an den Grundmauern vorbeistreifte. Das Stadttor war zu niedrig für hohe Fuhrwerke und darum blieben in regelmäßigen Abständen Wagen in ihm stecken. Der einzige Weg sie zu befreien, war der das Pflaster herauszureißen. Bürgermeister Gottlob Ludwig Demiani setzte sich bei der preußischen Regierung für einen Abriss ein. Die Zusage blieb ihm lange versagt, bis es zu folgender Begebenheit kam. Ein Abgeordneter der preußischen Regierung war wegen ebendieser Sache zu Gast bei Demiani. Wie es der Zufall wollte, blieb an ebendiesem Tag wieder ein Fuhrwerk im Tor stecken. Beide eilten, als sie diese Nachricht erhielten, in Richtung des Tores. Im Tor steckte ein hochbeladener Wollwagen. Die Regierung gab nach diesem Vorfall nach und ließ die Stadt das Tor abtragen. Es gab Gerüchte, dass es sich bei diesem Vorfall um ein abgekartetes Spiel handelte und Demiani den Wagen bestellt hätte, was jedoch nie nachgewiesen werden konnte. 1841 wurde der Überbau und 1857 die Seitenpfeiler abgerissen.
Auch am östlichen Brückenkopf musste der Spitalturm, eine schützende Bastei, der neuen Stadtentwicklung weichen. Er befand sich in etwa auf dem Areal der heute im polnischen Zgorzelec liegenden Dreiradenmühle.